# Szijjártó Péter
Szijjártó Péter (Komárom, 1978. október 30. –) magyar politikus, 2002 óta országgyűlési képviselő, 2010-től Orbán Viktor miniszterelnök személyes szóvivője, 2012-től külügyi és külgazdasági ügyekért felelős államtitkár, 2014-től külgazdasági és külügyminiszter. A 2024-es Befolyás-barométer szerint ő Magyarország 4. legbefolyásosabb személye.
2021 decemberében Szergej Lavrov orosz külügyminiszter a Barátságért Érdemrenddel, a legmagasabb orosz díjjal tüntette ki, amit egy külföldi személy kaphat. Az Ukrajna elleni 2022-es orosz invázió után is jó kapcsolatokat ápol az orosz kormánnyal, vele szemben az Európai Uniót hazugsággyárnak tekinti, és rendszeresen támadja azt.

## Életrajza
Szijjártó István és Herczeg Edit gyermeke. 1995-96-ban a Soros Alapítvány támogatásával egy fél tanévet az Egyesült Államokban tanult, majd 1997-ben érettségizett a győri Czuczor Gergely Bencés Gimnáziumban. Ekkor felvették a Budapesti Közgazdaságtudományi Egyetem nemzetközi kapcsolatok és sportmenedzsment szakára, ahol 2002-ben diplomázott.

### Politikai pályafutása

#### 1990-es évek
A politikai életbe 1998-ban kapcsolódott be, amikor legfiatalabb képviselőként a győri közgyűlés tagjává választották. Az oktatási, kulturális és sportbizottság alelnöke volt. 1999-ben a Fidelitas győri szervezetének alapító elnöke lett. 2001-ben az ifjúsági szervezet egyik országos alelnökévé választották. Ugyanebben az évben a Fidesz megyei és országos választmányának tagjává választották.

#### 2000-es évek
A 2002-es országgyűlési választáson pártja Győr-Moson-Sopron megyei területi listájáról szerzett mandátumot, az Országgyűlés akkori legfiatalabb tagjaként az alakuló ülésen korjegyzőként tevékenykedett. 2004 és 2006 között az Országgyűlés ifjúsági- és sportbizottságának alelnöke volt. 2004-ben a Fidelitas országos választmányának alelnökévé választották, egy évvel később a szervezet országos elnöke lett. A Fidelitast 2009 júniusáig vezette. 2005-ben a Fidesz győri elnökévé is megválasztották.
A 2006-os választáson újra pártja Győr-Moson-Sopron megyei területi listájáról szerzett mandátumot, a Fidesz-frakció egyik helyettes vezetőjévé választották. Az őszi önkormányzati választáson újra a győri közgyűlés tagja lett, a Fidesz-frakció vezetője. Később a Fidesz kommunikációs igazgatójává és szóvivőjévé nevezték ki. Ebben a minőségében síkraszállt a „luxuskormányzás” ellen, „plebejus kormányzást” ígérve a Fidesz nevében.

#### 2010-es évek
A 2010-es országgyűlési választáson ismét pártja Győr-Moson-Sopron megyei listájáról nyert mandátumot. A második Orbán-kormányban a miniszterelnök személyes szóvivője volt 2012 május végéig, amikor is külügyi és külgazdasági államtitkárnak nevezték ki. A parlamentben 2002 óta tagja a számvevőszéki és költségvetési bizottságnak, a 2010-es ciklus kezdetétől, mint alelnök. E mellett 2006 és 2010 között tagja volt a sport és turisztikai, valamint 2002 és 2006 között az ifjúsági és sportbizottságoknak is, egy ideig mindkettőnek alelnöke is volt. Ezeken kívül elnöke volt a 2005-ös az Apró-Gyurcsány érdekkör privatizációból, állami megrendelésekből, illetve állami hitelekből történő meggazdagodásának titkairól elnevezésű parlamenti vizsgálóbizottságnak is, illetve tagja volt a „brókerbotrányként” elhíresült eset parlamenti vizsgálóbizottságának is.
2012 júniusa óta vezeti a Miniszterelnökség nemzetközi kapcsolataiért felelős államtitkárságát, júliusban a keleti nyitás politikájáért is felelős lett, és egyszerre nyolc kormányközi bizottság elnökévé is kinevezte Orbán Viktor.
2012 júliusának második felében egyesült államokbeli látogatásra utazott, hogy „bemutassa az ország megújítása során hozott kormányzati döntéseket, tájékoztatást adjon azok eredményeiről, és erősítse a szövetségesi együttműködést a két ország között”. Szijjártó Péter feladatait sherpa-jellegűnek nevezte.
2014. szeptember 23-tól az Európai Unió oktatási, kulturális, ifjúsági és állampolgársági ügyekkel foglalkozó biztosának kinevezett Navracsics Tibort váltotta a külgazdasági és külügyminiszteri poszton. 35 éves korával ő lett Magyarország második legfiatalabb külügyminisztere.
A 2025-ös Befolyás-barométer szerint ő Magyarország 4. legbefolyásosabb személye.

#### 2020-as évek
Az Oroszországgal való kétoldalú kapcsolatok fejlesztéséért 2021 decemberében Barátságért érdemrendben részesítette az orosz kormány, melyet Szergej Lavrov orosz külügyminisztertől vett át Moszkvában. 2022. december 8-án Szellemi Honvédő díjjal tüntették ki.

## Oktatói pályafutása
2009 februárjától a Dunaújvárosi Főiskolán politikai és kormányzati kommunikáció tárgyat tanított.

## Családja
Nős (2009), felesége Szijjártó-Nagy Szilvia (1975) pedagógus. Két gyermekük van: Péter (2011) és Patrik (2014). Testvére Szijjártó Sarolta, a TRP Hungary Kft. egyik tulajdonosa.

## Személye körüli viták
2014-ben, külügyminiszterré történő kinevezése után nyilvánosságra került, hogy az év tavaszán – az eddigi 3 lakóingatlana mellé – Dunakeszin egy 167 millió forint értékű luxusingatlant vásárolt. A ház nem szerepel vagyonnyilatkozatában, és eddigi vagyonnyilatkozatai alapján nem követhető a vásárlásra fordított összeg eredete sem. Ezért az Együtt-PM szövetség vagyonnyilatkozati eljárást, valamint vagyonosodási vizsgálatot kezdeményezett ellene. Szijjártó 78 milliós saját megtakarításán kívül, a szüleitől kapott 45 milliós kölcsönnel és 44 milliós ajándékkal magyarázta a vásárlást.
2022-ben a Direkt36 újságírói kiderítették, hogy a Külügyminisztérium informatikai rendszerét orosz heckerek kompromittálták, évek óta hozzáférhettek a minisztérium kommunikációjához, közte a "Korlátozott terjesztésű" és "Bizalmas" anyagokhoz is. A külügyminisztérium nem kommentálta a bizonyítékokkal alátámasztott információkat.

## Nyelvtudása
Felsőfokú angol, középfokú német és társalgási szintű orosz.

## Díjai
- Figyelő – Az év embere (2018)
- II. Rákóczi Ferenc Kárpátaljai Magyar Főiskola – Rákóczi-díj (2020)[25]
- Lendva díszpolgára (2020)
- Gumiljov Eurázsiai Nemzeti Egyetem díszprofesszora (2021)[26]
- A Szerb Zászló Rendjének(wd) első fokozata (2021)[27]
- Barátságért érdemrend (2021)[11][12]
- Szellemi Honvédő díj (2022)[28]
- Győr díszpolgára (2023)[29]
- Komárom díszpolgára (2025)[30]